# Німеччина на Євробаченні Юних Музикантів
Німеччина бере участь у Євробаченні Юних Музикантів, що проводиться кожні два роки, починаючи з 1982 року, де здобула першу перемогу. До возз'єднання Німеччини в 1990 році, країна виступала як Західна Німеччина, тоді як Східна Німеччина не брала участі. Німеччина перемогла вдруге у 1996 році та тричі була країною-господаркою конкурсу в 2002, 2014 та 2016 роках.

## Учасники
Умовні позначення
     Переможець
     Друге місце
     Третє місце
     Не пройшла до фіналу
     Участь скасовано
     Не брала участі
| Рік  | Місце проведення | Учасник             | Інструмент        | Фінал                      | Півфінал          |
| ---- | ---------------- | ------------------- | ----------------- | -------------------------- | ----------------- |
| 1982 | Манчестер        | Маркус Павлик       | Фортепіано        | 1                          | Без півфіналів    |
| 1984 | Женева           | Андреас Бах         | Фортепіано        | -                          | Без півфіналів    |
| 1986 | Копенгаген       | Мартін Менкінг      | Віолончель        | Не вдалося кваліфікуватися | -                 |
| 1988 | Амстердам        | Ніколай Шнайдер     | Віолончель        | -                          | -                 |
| 1990 | Відень           | Кох Габріель Камеда | Скрипка           | 2                          | -                 |
| 1992 | Брюссель         | Флоренс Сітрук      | Арфа              | Не вдалося кваліфікуватися | -                 |
| 1994 | Варшава          | Луїза Відеманн      | Фагот             | Не вдалося кваліфікуватися | -                 |
| 1996 | Лісабон          | Юлія Фішер          | Скрипка           | 1                          | -                 |
| 1998 | Відень           | Не брала участь     | Не брала участь   | Не брала участь            | Не брала участь   |
| 2000 | Берген           | Мартін Гельмхен     | Фортепіано        | Не вдалося кваліфікуватися | -                 |
| 2002 | Берлін           | Аліна Погосткіна    | Скрипка           | -                          | -                 |
| 2004 | Люцерн           | Корюн Асатрян       | Саксофон          | 2                          | -                 |
| 2006 | Відень           | Не брала участь     | Не брала участь   | Не брала участь            | Не брала участь   |
| 2008 | Відень           | Кеті Канг           | Скрипка           | Не вдалося кваліфікуватися | -                 |
| 2010 | Відень           | Айрапет Аракелян    | Саксофон          | -                          | -                 |
| 2012 | Відень           | Домінік Шамот       | Фортепіано        | -                          | -                 |
| 2014 | Кельн            | Юдіт Стапф          | Скрипка           | -                          | Без півфіналів    |
| 2016 | Кельн            | Рауль Марія Діньола | Горн              | -                          | Без півфіналів    |
| 2018 | Единбург         | Міра Форон          | Скрипка           | -                          | -                 |
| 2020 | Загреб           | Конкурс скасовано   | Конкурс скасовано | Конкурс скасовано          | Конкурс скасовано |
| 2022 | Монпельє         | Філіп Шупеліус      | Віолончель        | 2                          | Без півфіналів    |
| 2024 | Буде             | Фабіан Еггер        | Флейта            | 3                          | Без півфіналів    |

## Галерея

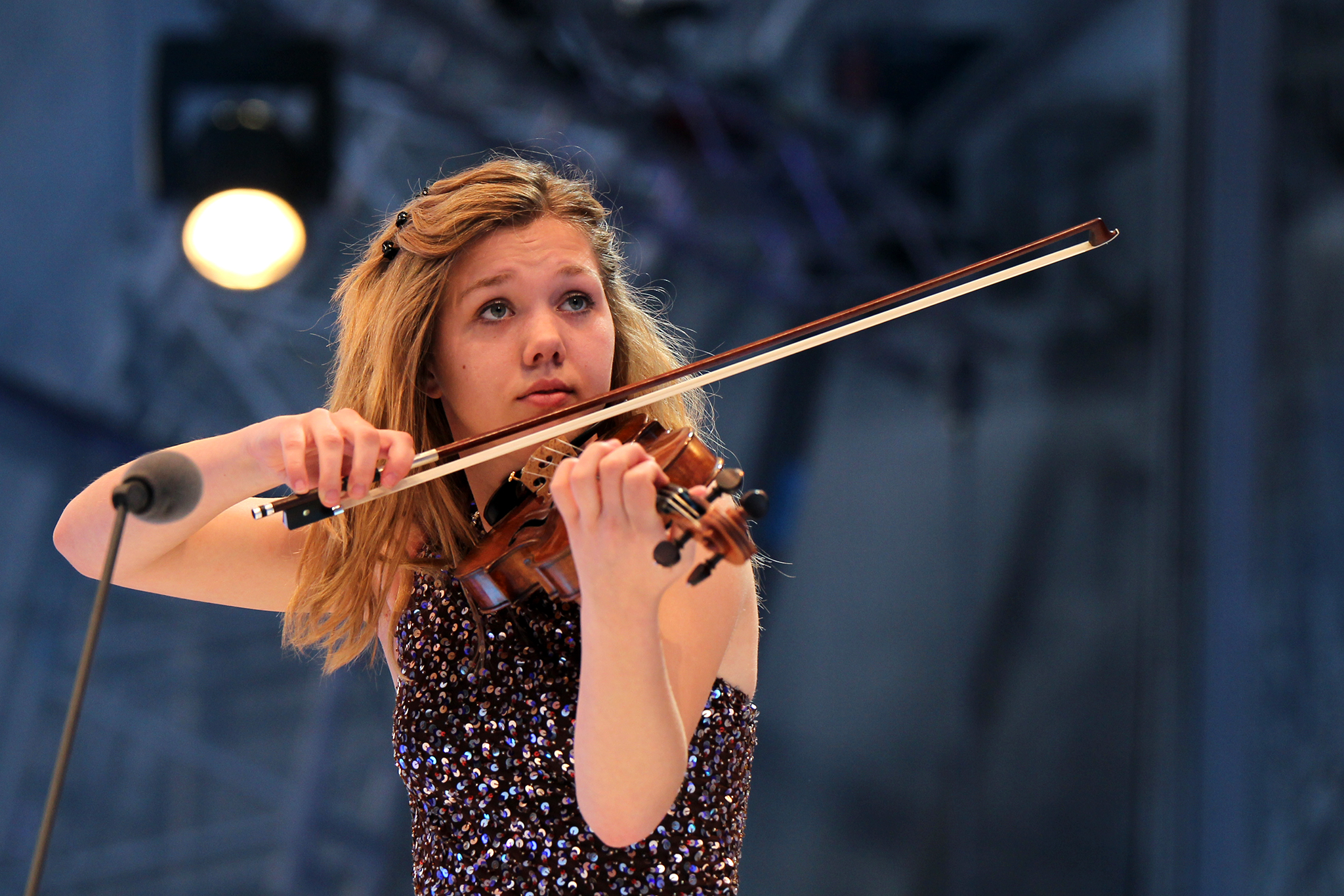
Юдіт Стапф у Кельні (2014)
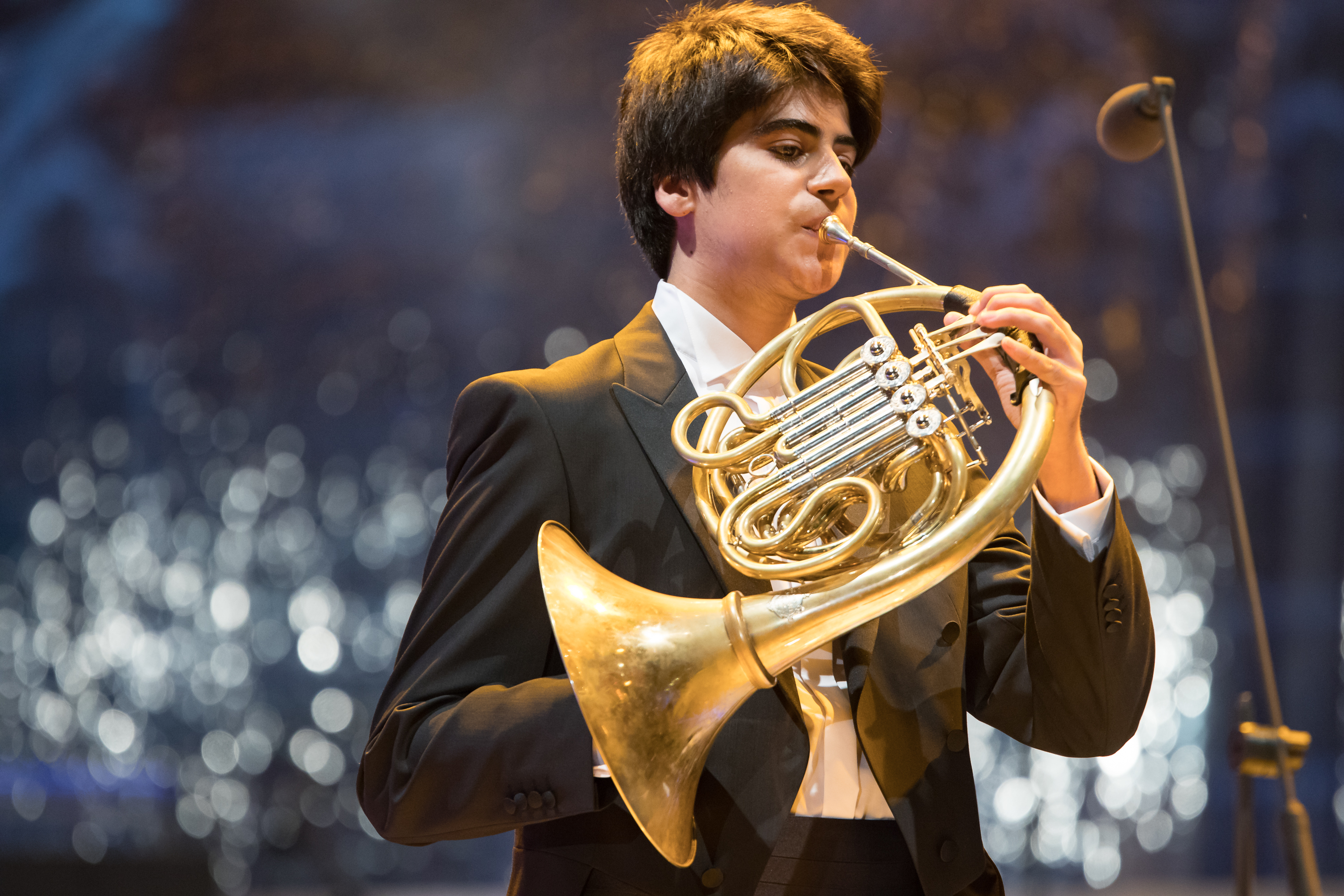
Рауль Марія Діньола у Кельні (2016)

## Країна-господар

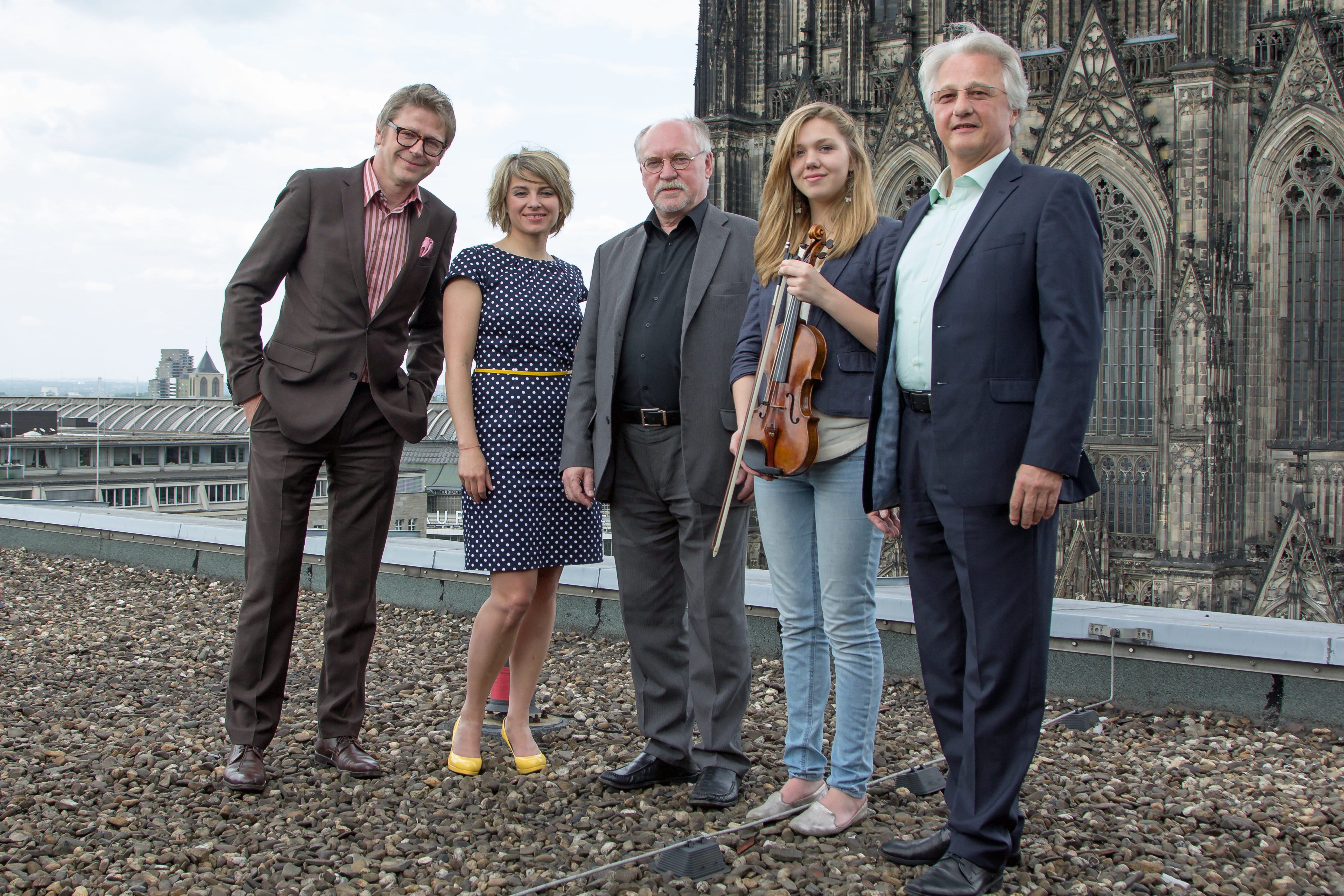
Виробнича команда WDR з ведучою Євробачення Юних Музикантів 2014 — Сабіною Генріх та представницею Німеччини, скрипалкою Юдіт Стапф.

| Рік  | Місто  | Місце проведення | Ведучі                      |
| ---- | ------ | ---------------- | --------------------------- |
| 2002 | Берлін | Концертний дім   | Юлія Фішер                  |
| 2014 | Кельн  | Кельнський собор | Сабіна Генріх               |
| 2016 | Кельн  | Кельнський собор | Даніель Хоуп Таміна Каллерт |

## Нотатки
1. ↑  До 1990 року виступала як Західна Німеччина до возз'єднання Німеччини.
2. ↑  Конкурс 2020 року було скасовано через пандемію COVID-19.